# Saga di Erik il Rosso

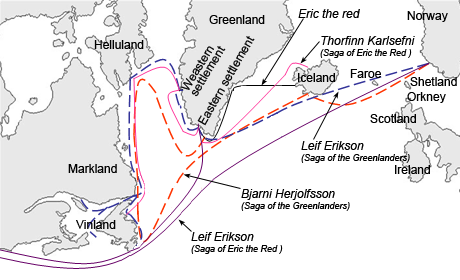
Le diverse rotte seguite da alcuni personaggi delle saghe islandesi, soprattutto quelle di Erik il Rosso e dei Groenlandesi. I nomi sono versioni in inglese moderno dei nomi norreni.

La Saga di Erik il Rosso (Eiríks saga rauða) è una saga nordica sull'esplorazione vichinga del Nord America. Il testo si colloca nel genere delle saghe degli Islandesi e fu scritto agli esordi del XIII secolo da un autore anonimo. La saga contiene una delle più antiche descrizioni scritte del Nord America, assieme alla saga dei Groenlandesi.
Nella saga sono narrati gli eventi che portarono all'esilio di Erik il Rosso in Groenlandia, così come la scoperta del Vinland (un luogo in cui il grano e l'uva crescevano spontaneamente) compiuta da Leif Erikson, dopo che la sua nave era stata spinta fuori rotta dal vento. Da alcuni dettagli geografici, si suppone che questo luogo corrisponda all'odierna Terranova, e che probabilmente sia stata la prima terra americana ad essere scoperta da Europei, circa cinque secoli prima di Cristoforo Colombo.
La saga è conservata in due manoscritti, in versioni leggermente diverse: lo Hauksbók (XIV secolo) e lo Skálholtsbók (XV secolo). Gli studiosi ritengono che la seconda versione sia più conforme all'originale, scritto probabilmente nel XIII secolo.